# Ingvar Wixell

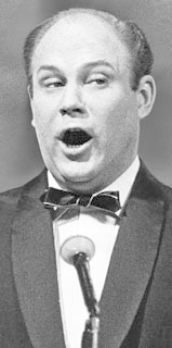
Ingvar Wixell, 1965

Karl Gustaf Ingvar Wixell, (Luleå, 7 mei 1931 – Malmö, 8 oktober 2011) was een Zweedse zanger en operazanger.
In 1965 won hij het Melodifestivalen met het lied Annorstädes vals en mocht om die reden Zweden vertegenwoordigen op het Eurovisiesongfestival. Daar trad hij echter aan met de Engelse versie Absent friend. Tot nu toe hadden de afgevaardigden van elk land sinds 1956 in hun eigen taal gezongen, maar er stond nergens in de reglementen dat men niet in een andere taal mocht zingen en daar maakte Wixell gebruik van. Hij werd er tiende mee. De reglementen werden daarna wel aangepast zodat het niet meer mogelijk was om in een andere taal te zingen dan de eigen landstaal.
In 1978 ontving Wixell de Zweedse koninklijke onderscheiding Litteris et Artibus.
- Bibsys: 1024290
- Biblioteca Nacional de España: XX894590
- Bibliothèque nationale de France: cb13901262g (data)
- CiNii: DA04026185
- Gemeinsame Normdatei: 122931920
- International Standard Name Identifier: 0000 0001 0910 0938
- Library of Congress Control Number: n84041928
- Nationale Bibliotheek van Letland: 000104281
- MusicBrainz: f989a0fd-f4a9-4ab8-bc72-998f396a6f14
- Nationale Bibliotheek van Tsjechië: mzk2009512195
- Nationale Bibliotheek van Israël: 987007453971705171
- Nederlandse Thesaurus van Auteursnamen: 109656687
- LIBRIS: 206930
- Système universitaire de documentation: 157652777
- Trove: 871541
- Virtual International Authority File: 66441085
- WorldCat: E39PBJd88rMyp9rVWYm69vCCwC

1958: Alice Babs · 
1959: Brita Borg · 
1960: Siw Malmkvist · 
1961: Lill-Babs · 
1962: Inger Berggren · 
1963: Monica Zetterlund · 
1965: Ingvar Wixell · 
1966: Lill Lindfors & Svante Thuresson · 
1967: Östen Warnerbring · 
1968: Claes-Göran Hederström · 
1969: Tommy Körberg · 
1971: Family Four · 
1972: Family Four · 
1973: Nova · 
1974: ABBA · 
1975: Lasse Berghagen · 
1977: Forbes · 
1978: Björn Skifs · 
1979: Ted Gärdestad · 
1980: Tomas Ledin · 
1981: Björn Skifs · 
1982: Chips · 
1983: Carola · 
1984: Herreys · 
1985: Kikki Danielsson · 
1986: Lasse Holm & Monica Törnell · 
1987: Lotta Engberg · 
1988: Tommy Körberg · 
1989: Tommy Nilsson · 
1990: Edin-Ådahl · 
1991: Carola · 
1992: Christer Björkman · 
1993: Arvingarna · 
1994: Marie Bergman & Roger Pontare · 
1995: Jan Johansen · 
1996: One More Time · 
1997: Blond · 
1998: Jill Johnson · 
1999: Charlotte Nilsson · 
2000: Roger Pontare · 
2001: Friends · 
2002: Afro-Dite · 
2003: Fame · 
2004: Lena Philipsson · 
2005: Martin Stenmarck · 
2006: Carola · 
2007: The Ark · 
2008: Charlotte Perrelli · 
2009: Malena Ernman · 
2010: Anna Bergendahl · 
2011: Eric Saade · 
2012: Loreen · 
2013: Robin Stjernberg · 
2014: Sanna Nielsen · 
2015: Måns Zelmerlöw · 
2016: Frans · 
2017: Robin Bengtsson · 
2018: Benjamin Ingrosso · 
2019: John Lundvik · 
2021: Tusse · 
2022: Cornelia Jakobs · 
2023: Loreen · 
2024: Marcus & Martinus · 
2025: KAJ